# Alan Cumming
Alan Cumming (Perthshire, 27 de janeiro de 1965) é um ator, diretor, produtor, escritor e ativista escocês, naturalizado britânico e americano.
Suas aparições no palco em Londres incluem Hamlet, o Maníaco em a Morte Acidental de um Anarquista (pelo qual ele recebeu um Prêmio Olivier), a liderança em Bent e o Teatro Nacional da Escócia , The Bacchae . Na Broadway , ele apareceu no The Threepenny Opera, como o mestre de cerimônias em Cabaret (pelo qual ganhou o Tony Award), Design for Living e uma adaptação one-man de Macbeth. No cinema, seus apéis mais conhecidos incluem suas atuações em Emma, GoldenEye, a trilogia Spy Kids, Son of the Mask e X2. Cumming também apresenta o Masterpiece Mystery! para a PBS e apareceu na série The Good Wife, para o qual ele foi indicado para três Primetime Emmy Awards, dois Screen Actors Guild Awards, dois Golden Globe Awards e um Satellite Award.
Desde 2023, apresenta o reality show The Traitors. Em 2024, ganhou o Primetime Emmy Awards pela segunda temporada do programa.

## Biografia
Suas aparições nos palcos de Londres incluem Hamlet, o Maníaco em Morte Acidental de um Anarquista (pelo qual recebeu um prêmio Olivier), o pepel principal em Bent e As Bacantes do Teatro Nacional da Escócia. Na Broadway, Cumming apareceu em Die Dreigroschenoper, como o mestre das cerimônias em Cabaret (para o qual ele ganhou o Prêmio Tony), Design for Living e uma adaptação de Macbeth.
Seus papéis no cinema mais conhecidos incluem suas performances em Emma, 007 Contra GoldenEye, a trilogia de Pequenos espiões, O Filho do Máskara, e X-Men 2. Cumming também apresenta Masterpiece Mystery! para a PBS e apareceu em The Good Wife, para a qual ele foi nomeado a três Primetime Emmy Awards, dois Screen Actors Guild Awards , dois Golden Globe Awards e um prêmio Satellite. Um especial, Alan Cumming Sings Sappy Songs, foi exibido pela PBS em novembro de 2016.
Cumming escreveu um romance, chamado Tommy's Tale e uma autobiografia, Non My Father's Son: A Memoir, apresentou um talk show na televisão a cabo chamado Eavesdropping with Alan Cumming e produziu uma linha de produtos perfumados com a etiqueta "Cumming".

## Filmografia
- 1991 - Bernard and the Genie (TV)
- 1991 - The Last Romantics (TV)
- 1992 - Prague
- 1993 - Micky Love (TV)
- 1994 - Butter (TV)
- 1994 - That Sunday (TV)

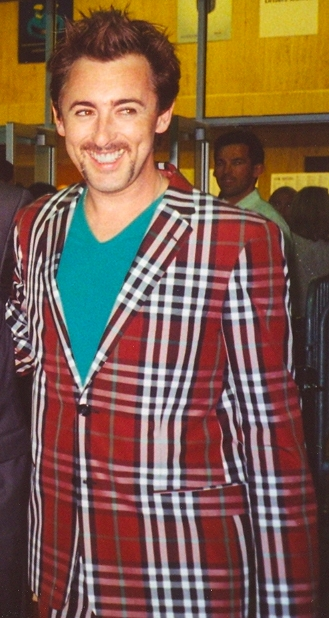
Cumming em 2006.

- 1994 - Uma nova chance (Second Best)
- 1994 - Beleza negra (Black Beauty) (voz)
- 1995 - 007 contra Goldeneye (GoldenEye)
- 1995 - Três amigas e uma traição (Circle of Friends)
- 1996 - Burn Your Phone
- 1996 - Emma (Emma)
- 1997 - Bathtime
- 1997 - Spice World - O mundo das Spice Girls (Spice World)
- 1997 - For My Baby
- 1997 - Buddy (Buddy)
- 1997 - Romy e Michele (Romy and Michele's High School Reunion)
- 1999 - Titus (Titus)
- 1999 - Annie (TV)
- 1999 - De olhos bem fechados (Eyes Wide Shut)
- 1999 - Plunkett & Macleane (Plunkett & Macleane)
- 2000 - O implacável (Get Carter)
- 2000 - O Otário (Loser)
- 2000 - Company Man
- 2000 - Os Flintstones em Viva Rock Vegas (The Flintstones in Viva Rock Vegas)
- 2000 - Urbania (Urbania)
- 2001 - Investigating Sex
- 2001 - Aniversário de casamento (The Anniversary Party)
- 2001 - Josie e as gatinhas (Josie and the Pussycats)
- 2001 - Pequenos espiões (Spy Kids)
- 2002 - Cinemagique
- 2002 - Zero effect (TV)
- 2002 - O herói da família (Nicholas Nickelby)
- 2002 - Pequenos Espiões 2 - A ilha dos sonhos perdidos (Spy Kids 2: Island of Lost Dreams)
- 2003 - X-Men 2 (X2) - Kurt Wagner / Nightcrawler
- 2003 - Pits
- 2003 - Pequenos espiões 3 (Spy Kids 3-D: Game Over)
- 2004 - White on White
- 2004 - Goodbye, Girl (TV)
- 2004 - Gray Matters
- 2004 - Reefer Madness (TV)
- 2004 - Garfield, o Filme (Garfield - The Movie) (voz)
- 2005 - O filho do Máskara (Son of the Mask)
- 2005 - Neverwas
- 2006 - The L Word (Série)
- 2007 - Tin Man (Tin Man)
- 2010 - The Good Wife (Série Universal Channel)
- 2010 - Burlesque
- 2015 - Strange Magic (voz)
- 2026 - Avengers: Doomsday - Kurt Wagner / Nightcrawler